# Gran Apostasía
La gran apostasía es un término usado entre los cristianos seguidores del restauracionismo, especialmente los Santos de los Últimos Días y los adventistas entre otros. Se conoce como el período en el que la Iglesia cristiana establecida por Jesucristo y sus apóstoles habría dejado de seguir, tras la muerte de los «apóstoles originales», las mismas doctrinas, prácticas y ordenanzas de la Iglesia primitiva, por causa de la «alteración de la doctrina cristiana» y la "introducción de creencias y prácticas paganas", por influencia de las culturas griega y romana. Otras iglesias, como la Iglesia católica, usan el término apóstata para designar la actitud de quienes abandonan la fe.

## Influencias
La Gran Apostasía sería entonces, según estos movimientos, la introducción en la Iglesia de influencias no cristianas, particularmente debido al rápido crecimiento del Cristianismo y a la lejanía de muchas iglesias de su centro de origen durante los primeros siglos después de Cristo. Aseguran los restauracionistas que las comunicaciones en aquella época habrían sido muy limitadas, resultando ello en dificultades para guardar "la pureza de la Iglesia". Concilios como el Primer Concilio de Nicea reconocieron la necesidad de establecer una doctrina en común y por escrito, pero acusan los restauracionistas que este no era un proceso idóneo.

## Fundamentos bíblicos
Algunos ejemplos de citas bíblicas que estos grupos utilizan como apoyo:

El [diablo] sobresembró mala hierba entre el trigo.
Mateo 13:25

De entre ustedes mismos se levantarán varones y hablarán cosas aviesas para arrastrar a los discípulos tras de sí.
Hechos 20:30

Que nadie los seduzca de manera alguna, porque [Cristo] no vendrá a menos que primero venga la apostasía y el hombre de pecado, el hijo de perdición, se manifieste.
2 Tesalonicenses 2:3

La expresión inspirada dice definitivamente que [...] algunos se apartarán de la fe.
1 Timoteo 4:1

Habrá un período en que [los cristianos] no soportarán la enseñanza saludable, sino que, de acuerdo con sus propios deseos, acumularán para sí mismos maestros para que les endulzen los oídos; y apartarán sus oídos de la verdad, puesto que serán desviados a cuentos falsos.
2 Timoteo 4:3,4

En tiempos del Apóstol Pablo, ya esa apostasía se veía (muy veladamente), puesto que él escribió:

[El hombre de pecado] ya está obrando.
2 Tesalonicenses 2:7

Pero ya hacia el fin del siglo I cuando, de los Doce Apóstoles de Jesucristo quedaba vivo nada más Juan, él escribió:

Ahora ha llegado a haber muchos anticristos.
1 Juan 2:18

## Discrepancia con el cristianismo tradicional y las ramas reformadas
Durante la Alta Edad Media (la cual comprende del siglo V al X) las únicas Iglesias cristianas eran la católica, la copta, y la armenia. En los fines de esta era, y con fuertes vinculaciones políticas, comienzan a surgir verdaderos cuestionamientos sobre las enseñanzas religiosas de la época. Sobre el supuesto de que el cristianismo católico abandonó muchos principios cristianos algunos ilustrados creen necesaria una restauración y sucede el cisma que da origen a la Iglesia Ortodoxa y que da comienzo a la Baja Edad Media (siglos XI al XV).
Para los restauracionistas, la Reforma Protestante de la Edad Moderna que iniciaron John Wyclif y Jan Hus en el siglo XV, y que continuó Martín Lutero en el año 1517, seguida por las acciones de Ulrico Zuinglio, de Enrique VIII, de Juan Calvino y de John Knox en el siglo XVI, habrían surgido como un intento de "resolver preguntas doctrinales", "promover el conocimiento del texto bíblico entre el pueblo común" y "purificar el cristianismo"; no obstante, criticaron al protestantismo de mantener vicios en sus creencias especialmente en el siglo XVIII, lo que les llevó a separarse de aquellos. Esto ocurrió en el transcurso del siglo XIX en Estados Unidos y Gran Bretaña.
Estas denominaciones cristianas, los restauracionistas, reclaman una ascendencia distinta; es decir, que no se derivan de la Iglesia católica del medievo, ni de ninguna de sus derivaciones protestantes.
Tiempo después, en 1820, un joven adolescente de catorce años llamado Joseph Smith aseguró haber recibido revelación directamente de Jesucristo y de Dios el Padre. Posterior a esto, según las propias palabras del joven, este recibió varias visitas de un ángel llamado Moroni. En 1830, a la edad de veinticinco años, publica el Libro de Mormón y restaura la Iglesia de Jesucristo de los Santos de los Últimos Días.

## Sustento doctrinario actual
Las Iglesias restauracionistas aseguran haber recibido una "restauración de la autoridad" y de la "doctrina original de la Iglesia de Jesucristo", así como "el cumplimiento de muchas profecías bíblicas". En efecto, muchas de estas iglesias son de carácter milenarista y apocalíptico, y han predicho en varias oportunidades el fin del mundo o del estado actual de las cosas. Por estas razones, muchas de las iglesias y movimientos que conforman el Restauracionismo son declaradas seudocristianas por los movimientos e iglesias integrantes de las cuatro principales vertientes del cristianismo: católicos, ortodoxos, coptos, y protestantes o evangélicos.